# فين كنوتسن
فين كنوتسن هو سياسي نرويجي، ولد في 18 فبراير 1932 في لانكينيس ‏ في النرويج. نشط حزبياً في حزب العمال.

## مناصب
- انتخب عضو برلمان النرويج  [لغات أخرى]‏ عن دائرة نورلان وقد انضم خلال فترته النيابية ‏ (1 أكتوبر 1981 – 14 أكتوبر 1981) للكتلة البرلمانية حزب العمال.
- انتخب نائب عضو برلمان النرويج  [لغات أخرى]‏ عن دائرة نورلان وقد انضم خلال فترته النيابية ‏ (1981 – 1985) للكتلة البرلمانية حزب العمال.
- انتخب نائب عضو برلمان النرويج  [لغات أخرى]‏ عن دائرة نورلان وقد انضم خلال فترته النيابية ‏ (1969 – 1973) للكتلة البرلمانية حزب العمال.
- انتخب عمدة أوكسنس ‏.
- انتخب عضو برلمان النرويج  [لغات أخرى]‏ عن دائرة نورلان وقد انضم خلال فترته النيابية ‏ (1 أكتوبر 1985 – 30 سبتمبر 1989) للكتلة البرلمانية حزب العمال.